# KVS (korfbalvereniging)

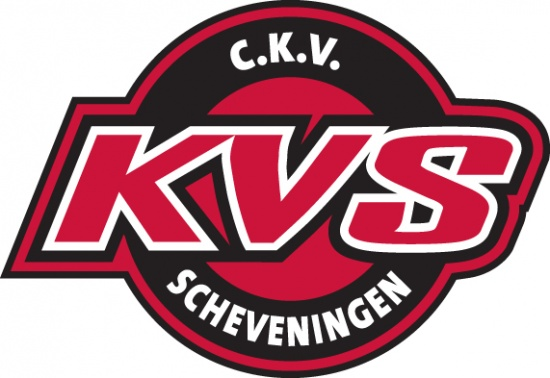
Logo Christelijke Korfbal Vereniging Scheveningen

Christelijke Korfbal Vereniging Scheveningen (CKV KVS, ofwel KVS) is een korfbalvereniging in Scheveningen. In 2022 ging KVS een naamverbintenis aan met sponsor Groeneveld Keukens en speelt sindsdien onder de naam KVS/Groeneveld Keukens. Momenteel speelt KVS 1 in de zaal in de Korfbal League 2 en op het veld in de Ereklasse. De clubkleuren zijn rood en zwart.

## Oprichting
KVS is opgericht in februari 1927. De club begon als korfbalvereniging, maar na enkele jaren kon men behalve korfbal ook andere sporten beoefenen. Bij de “Kontakt Vereeniging Scheveningen” kon onder andere ook gezwommen, gewandeld en getennist worden. In oorlogstijd besloot men al deze verenigingen te verzelfstandigen, waardoor de Christelijke Korfbal Vereniging Scheveningen een feit was.
KVS heeft op diverse locaties in Scheveningen wedstrijden gespeeld, waaronder op het strand. Sinds de jaren 50 speelt KVS in het Westbroekpark. Het gedeelte van het park dat aan de Cremerweg ligt, is sinds de opening van het kunstgrasveld in 1997 vernoemd naar erelid en oud-voorzitter Cas van Dijk. In 1975 werd het clubhuis 't Hokje officieel in gebruik genomen. De wedstrijden in de zaalcompetitie worden gespeeld in sporthal De Blinkerd.

## Prestaties eerste team
Sinds de groei van de vereniging in de jaren 80 werd KVS 1 regelmatig kampioen in de overgangsklasse, zowel in de zaal als op het veld. Vaak degradeerde de ploeg ook weer uit de hoofdklasse, destijds het hoogste landelijke niveau. 
Onder leiding van Hans Heemskerk bereikte KVS 1 in 1995 de halve finale in de veldcompetitie, waarin werd verloren van PKC. In maart 2007 promoveerde KVS 1 onder leiding van Frits Broers voor het eerst naar de Korfbal League, de zaalcompetitie waarin de beste tien ploegen van Nederland acteren. Het Korfbal League-avontuur duurde  één seizoen. Het jaar erop was de ploeg onder leiding van oud-speler Riko Kruit dicht bij een terugkeer op het hoogste niveau. In de hoofdklassefinale werd KVS 1 echter na verlenging verslagen door OVVO.
In 2010 won KVS, opnieuw onder leiding van Riko Kruit, de hoofdklassefinale van DVO uit Bennekom en promoveerde naar de Korfbal League, maar men kon zich niet handhaven. Onder leiding van Marrien Ekelmans bereikte KVS in 2014 wederom de Korfbal League, nadat het de hoofdklassefinale wist te winnen van KCC. Daarna speelde KVS 1 een aantal jaar in de zaal-Hoofdklasse, degradeerde het in 2017 naar de Overgangsklasse, waarna het weer promoveerde naar de Hoofdklasse in 2022. In 2025 werd promotie naar de Korfbal League 2 bewerkstelligd.
KVS 2 werd in het seizoen 2009/2010 veldkampioen voor reserveteams.

## Prestaties jeugdteams
In 1993 werd het eerste nationaal kampioenschap bij de jeugd behaald. In de jaren die volgden werden de KVS-jeugdteams meerdere malen Nederlands kampioen:
- Nederlands kampioen B-jeugd veld: 2007
- Nederlands kampioen B-jeugd zaal: 1999
- Nederlands kampioen C-jeugd veld: 1994, 1995, 1997, 2004
- Nederlands kampioen C-jeugd zaal: 1994, 1995, 1996, 2006
- Nederlands kampioen D-jeugd veld: 1993, 1994, 1995, 2002, 2003, 2005
- Nederlands kampioen D-jeugd zaal: 1993, 1994, 1995, 2002, 2003, 2004, 2005

Daarnaast behaalde KVS C1 in 2015 (zaal) en 2018 (zaal) het Nederlands kampioenschap in de eerste klasse; KVS B1 deed dit in 2011 (veld).